# Phyllophaga sanjosicola
Phyllophaga sanjosicola är en skalbaggsart som beskrevs av Saylor 1935. Phyllophaga sanjosicola ingår i släktet Phyllophaga och familjen Melolonthidae. Inga underarter finns listade i Catalogue of Life.